# アクロトリップ
『アクロトリップ』（Acro Trip）は、佐和田米による日本の漫画作品。『りぼん』（集英社）にて、2017年3月号より2023年1月号まで連載された。その後、テレビアニメ化を記念した復活連載が同誌2024年11月号より2025年1月号まで連載された。

## あらすじ
伊達 地図子は親の仕事の都合で転校を繰り返し、何事にも興味を持てなかったが、ほっこり街で悪の組織フォッサマグナと戦う魔法少女ベリーブロッサムを見て、彼女に夢中になる。ベリーは連戦連勝するが、それはフォッサマグナが弱すぎるからでもあった。地図子はフォッサマグナの弱さにツッコミを入れていたら、それを総帥クロマに聞かれ、参謀としてスカウトされる。ベリーにもっと輝いてほしい地図子は、悩んだ末に承諾。憧れの魔法少女と戦う道を選ぶ。

## 登場人物
声の項は特記のない場合、テレビアニメ版の声優。
伊達 地図子（だて ちずこ）/ダンテ
声 - 伊藤美来（PV・テレビアニメ）
本作の主人公。ベリーブロッサムの大ファン。ひょんなことからクロマと知り合い、的確な分析力を買われてフォッサマグナにスカウトされる。当初は断っていたが、悪の組織がなければ魔法少女の派手な活躍が見られないと気付き、参謀としてフォッサマグナに入る。組織の一員としてはダンテと名乗り、アニメでは9話から変身して活動できるようになる。
推しであるベリーブロッサムについては、握手会があれば盛り上げようとし、グッズ購入ばかりか、彼女が使い古した業務用ステッキをもネットで買い占めた。
魔法の駆使には出力デバイスとしての道具が必要で、彼女の道具は前述の中古の業務用ステッキ。
クロマ
声 - 島﨑信長、永塚拓馬（小学生時）
ベリーブロッサムと敵対関係にある悪の組織・フォッサマグナの総帥。何故か地図子と関わってしまう。ブロッサムとの戦いで住み家を失ったところを翠京に保護され、伊達家の地下に住んでいる。
実力はあるが悪の組織のリーダーとしては気が優しく、むしろ善人で、そもそもブロッサムの大ファンなので、攻撃の手を緩めてしまう。その為に敗戦を重ねていたが、地図子の素質を見抜いて参謀に迎え入れる。
実は道具無しで魔法を使える。
ベリーブロッサム/乃苺 佳寿（のいちご かじゅ）
声 - 水瀬いのり
地図子の好きな魔法少女。フォッサマグナと戦い、街の治安を守っている。フォッサマグナには魔法を使った攻撃を行うが、一般人の犯罪者相手には物理的な攻撃をする。
女子高生で趣味らしい趣味はない。性格はかなりの天然で、クロマの行いを深読みし過ぎて彼を悪の権化として敵視している。
彼女の道具はマシロウ手製の専用ステッキだが、それをクロマに奪われた際にはネットで購入した多数の業務用ステッキで間に合わせた（尚、元のステッキは公正でないとクロマが返却した）。
マシロウ
声 - 河西健吾
魔法少女のマスコット。ブロッサムの人気を高める為に活動を動画撮影して、マスコミに投稿している。口調は荒っぽいが、ブロッサムを案じる気持ちは本物。
かつては普通の人間で、本名は眞嶋真摯郎(ましまましろう)。クロマの同級生で、彼と共に大溝テクニカに入社してフォッサマグナの総帥の座を競い合っていた。自分に勝利を譲ったクロマに怒り彼を傷つけた事で社長に見限られ、小動物の姿に変えられた。
大溝芭隆
声 - 森久保祥太郎
地元有名企業「大溝テクニカ」の社長にして、フォッサマグナの頂点に立つ総統。奇行が目立つ変人。
クマ怪人を生み出すクロマの能力に目を付け、研究組織としてフォッサマグナを設立した。クロマを悪の総帥として祭り上げ、彼を支援・コントロールしている。
心亜
声 - 花井美春
地図子たちの魔力に興味があるお嬢様。毒舌。
クロマの魔法に興味を持ち、その基地を占拠し乗っ取ろうとしたが、阻止される。その後クロマに大切なぬいぐるみを取り返してもらって以後は彼を悪く思ってはいない。
実は大溝社長の娘で、父を心から慕っている。
月
声 - 沢城千春
心亜の側近。
本音を言わない心亜の言葉を代弁する、やたらと器用、猫好き。
ヒュー
声 - 子安武人
フォッサマグナの構成員。鎧と仮面で身を固めた巨漢。失敗続きのクロマを見限った本部から新総帥として派遣された。やる事が悪辣で能力も高い本物の悪人で、地図子曰く「世界観が違う」。
テレビ局を占領してベリーを捕らえた。篭手から射出した鎖でベリーや地図子を拘束するが、地図子の魔法で鎖ばかりか籠手自体が融解し、クロマに大事な武器を壊したとチクられ、本部の制裁で魚のような小動物に変えられた。
伊達翠京
声 - 相馬康一
地図子の祖父。優しい人物で、家を失ったクロマを自宅に住まわせている。実はかなり鍛えている。趣味は囲碁。
愛車は軽トラック、警官相手に撒くかと聞いたり、運転に自信がある様子。
クマ怪人
声 - 亀山雄慈
フォッサマグナの戦闘員。クロマが生み出しているが、クロマに従わない時もある。倒されると煙となって消える。「ベアー」としか言わないが、知能は高い。
クロマが幼少時から生み出し、友達がいない彼の遊び相手であった、彼が悪の総帥になって以後の扱いには納得していない様子。

## 書誌情報
- 佐和田米 『アクロトリップ』 集英社〈りぼんマスコットコミックス〉、全5巻
  1. 2018年4月25日発売[10][11]、ISBN 978-4-08-867498-8
  2. 2019年4月25日発売[12]、ISBN 978-4-08-867546-6
  3. 2020年7月22日発売[13]、ISBN 978-4-08-867583-1
  4. 2022年2月25日発売[14]、ISBN 978-4-08-867667-8
  5. 2023年1月25日発売[15]、ISBN 978-4-08-867698-2

## テレビアニメ
2024年10月から12月までTOKYO MXほかにて放送された。TOKYO MXでは放送開始前週に特別番組が放送された。

### スタッフ
- 原作 - 佐和田米[7]
- 監督 - 小竹歩[6]
- シリーズ構成 - 猪爪慎一[6]
- キャラクターデザイン - 川村敏江[6]
- サブキャラクターデザイン - 徳田賢朗
- プロップデザイン - 久保川絵梨子[8]
- 美術デザイン - 藤瀬智康[8]
- 美術監督 - 川崎美和[7]
- 色彩設計 - 長谷川美穂[8]
- 撮影監督 - 木田健斗[8]
- 編集 - 柳圭介[8]
- 音響監督 - 田中亮[7]
- 音響制作 - Ai Addiction[7]
- 音楽 - TECHNOBOYS PULCRAFT GREEN-FUND[7]
- 音楽制作 - キングレコード[7]
- 企画プロデュース - 兼岩元子、和田翔太
- プロデューサー - 藤井貴大、蜷川幸奈、古賀郁美、中冨将仁、小西裕貴、関由志子、小澤文啓
- アニメーションプロデューサー - 大高健生
- アニメーション制作 - Voil[6]
- 製作 - 「アクロトリップ」製作委員会（川村仁、江波戸憲司、藤尾明史、曽我めぐみ）

### 主題歌
「フラーグム」
水瀬いのりによるオープニングテーマ。作詞はカノエラナ、作曲・編曲は白戸佑輔。
「リバーシブルベイベー」
カノエラナによるエンディングテーマ。作詞・作曲はカノエラナ、編曲は菊谷知樹。

### 各話リスト
| 話数 | サブタイトル           | 脚本     | 絵コンテ          | 演出              | 作画監督                                                                         | 総作画監督    | 初放送日       |
| ---- | ---------------------- | -------- | ----------------- | ----------------- | -------------------------------------------------------------------------------- | ------------- | -------------- |
| #1   | はじまりエンカウント   | 猪爪慎一 | 小竹歩            | 小竹歩 深瀬重     | 山中正博 宮西多麻子 袴田裕二 徳田賢朗                                            | 川村敏江      | 2024年 10月2日 |
| #2   | ゴートゥー悪の道       | 猪爪慎一 | 後藤康徳          | 後藤康徳          | 袴田裕二 山中正博 宮西多麻子                                                     | 徳田賢朗      | 10月9日        |
| #3   | 推しにもしもし         | 井上美緒 | 芦野芳晴          | 深瀬重 小野田雄亮 | 宮西多麻子 山本雄貴 八木元喜 龍澤茉夕 袴田裕二 石川健朝 金貞林 呂貞旻 黄有璿     | 宮西多麻子    | 10月16日       |
| #4   | ずぶぬれレイニーデイ   | 白土夏海 | 石川健朝          | 石川健朝          | 石川健朝                                                                         | 川村敏江 輪和 | 10月23日       |
| #5   | 暗雲アンノウン         | 井上美緒 | 深瀬重            | 深瀬重            | 袴田裕二 山中正博 八木元喜 山本雄貴 西原碧海                                     | 徳田賢朗      | 10月30日       |
| #6   | 魔法DE無法             | 猪爪慎一 | 神志那弘志        | 小野田雄亮        | 八木元喜 袴田裕二 日向正樹 山本雄貴                                              | 徳田賢朗      | 11月6日        |
| #7   | 眞嶋くんと玄実くん     | 白土夏海 | 鈴木薫 舞影       | 鈴木薫            | 袴田裕二 日向正樹 八木元喜 西原碧海                                              | 徳田賢朗      | 11月13日       |
| #8   | いちゃもん悶々         | 猪爪慎一 | 後藤康徳          | 後藤康徳          | 八木元喜 袴田裕二 日向正樹                                                       | 徳田賢朗      | 11月20日       |
| #9   | ワナビーイケてる悪     | 井上美緒 | 佐々木憲世        | 岩田義彦          | 吉田隆也                                                                         | 徳田賢朗      | 11月27日       |
| #10  | ジャイアント着電       | 白土夏海 | 高柳滋仁          | 高柳滋仁          | 石川健朝 袴田裕二 山本雄貴 高瀬健一                                              | 徳田賢朗      | 12月4日        |
| #11  | ばったりストレンジャー | 猪爪慎一 | 村木一隆          | 深瀬重            | 金貞林 朴商鎬                                                                    | 宮西多麻子    | 12月11日       |
| #12  | 悪路ミーツガール       | 猪爪慎一 | 芦野芳晴 信田ユウ | 中野剛 小竹歩     | 石川健朝 山本雄貴 竹田逸子 奥谷周子 山中正博 高瀬健一 堀澤聡志 乗岡祐美 西原碧海 | 徳田賢朗      | 12月18日       |

### 放送局
| 放送期間                 | 放送時間                     | 放送局   | 対象地域 | 備考                                            |
| ------------------------ | ---------------------------- | -------- | -------- | ----------------------------------------------- |
| 2024年10月2日 - 12月18日 | 水曜 22:00 - 22:30           | TOKYO MX | 東京都   | 製作参加                                        |
| 2024年10月3日 - 12月19日 | 木曜 0:30 - 1:00（水曜深夜） | BS日テレ | 日本全域 | 製作参加 / BS/BS4K放送 / 『アニメにむちゅ〜』枠 |
|                          | 木曜 23:00 - 23:30           | AT-X     | 日本全域 | CS放送 / 字幕放送 / リピート放送あり            |

| 配信開始日    | 配信時間                                    | 配信サイト | 備考                                                     |
| ------------- | ------------------------------------------- | --- | -------------------------------------------------------- |
| 2024年10月2日 | 水曜 21:30（第1話） 水曜 22:00（第2話以降） | FOD | 第1話は地上波30分先行配信 第2話以降は地上波1週間先行配信 |
|               | 水曜 22:00                                  | U-NEXT アニメ放題 Lemino アニメタイムズ | 第1話は地上波同時配信 第2話以降は地上波3日先行配信       |
|               | 水曜 22:00 以降順次更新                     | ABEMA Amazon Prime Video auスマートパスプレミアム バンダイチャンネル dアニメストア DMM TV HAPPY!動画 Hulu J:COM STREAM milplus ニコニコチャンネル ニコニコ生放送 TELASA ふらっと動画（ネットカフェ） |                                                          |

### BD
| 巻 | 発売日       | 収録話         | 規格品番  |
| -- | ------------ | -------------- | --------- |
| 1  | 2025年2月5日 | 第1話 - 第6話  | BIXA-1259 |
| 2  | 2025年4月2日 | 第7話 - 第12話 | BIXA-1260 |